# Nguyễn Xuân Hùng (sinh năm 1991)
Nguyễn Xuân Hùng (sinh ngày 1 tháng 2 năm 1991) là một cầu thủ bóng đá chuyên nghiệp người Việt Nam hiện đang thi đấu ở vị trí hậu vệ cho câu lạc bộ Hồng Lĩnh Hà Tĩnh.